# Кочергин, Иван Васильевич
Иван Васильевич Кочергин (29 декабря 1935, Каменск-Шахтинский, Азово-Черноморский край, РСФСР, СССР (ныне в Ростовской области, Россия) — 30 мая 2015) — советский борец классического стиля, бронзовый призёр Олимпийских игр, чемпион Европы, 4-кратный чемпион СССР. Мастер спорта международного класса.

## Биография
Родился в Каменск-Шахтинске в 1935 году.
Борьбой начал заниматься в 1956 году, в возрасте 21 год, и уже в следующем году выполнил норматив мастера спорта. В 1960 году стал чемпионом СССР, вошёл в сборную страны и отправился на олимпийские игры.
На Летних Олимпийских играх 1960 года в Риме выступал в категории до 52 килограммов (наилегчайший вес). Выбывание из турнира проходило по мере накопления штрафных баллов. За чистую победу штрафные баллы не начислялись, за победу по очками при любом соотношении голосов начислялся 1 штрафной балл, любое поражение по очкам каралось 3 штрафными баллами, чистое поражение — 4 штрафными баллами. В схватке могла быть зафиксирована ничья, тогда каждому из борцов начислялись 2 штрафных балла. Если борец набирал 6 или более штрафных баллов, он выбывал из турнира. Титул оспаривали 18 человек.
В ходе турнира советский борец не проигрывал, однако из-за ничьих оброс грузом штрафных очков. Тем не менее, судьба всех медалей решалась в финальном круге, но Иван Кочергин свою встречу проиграл и остался лишь на пятом месте.
| Круг           | Соперник           | Страна                           | Результат | Основание                   | Время схватки |
| -------------- | ------------------ | -------------------------------- | --------- | --------------------------- | ------------- |
| 1              | Казым Гедик        | Турция                           | Победа    | Туше (0 штрафных баллов)    | 7:45          |
| 2              | Дик Уилсон         | Соединённые Штаты Америки        | Ничья     | (2 штрафных балла)          |               |
| 3              | Думитру Пырвулеску | Румыния                          | Ничья     | (2 штрафных балла)          |               |
| 5              | Осман Эль-Сайед    | Объединённая Арабская Республика | Победа    | По очкам (1 штрафной балл)  |               |
| Финальный круг | Мохамед Пазираи    | Иран                             | Поражение | По очкам (3 штрафных балла) |               |

В 1962 году подтвердил звание чемпиона СССР, в 1964 году стал четырёхкратным чемпионом страны, но на олимпийские игры 1964 года в Токио не был отобран. В 1965 году на чемпионате СССР был только бронзовым призёром, в 1967 году завоевал золотую медаль. В 1968 году победил на чемпионате Европы. Однако в наилегчайшем весе на олимпиаду 1968 года поехал Владимир Бакулин, а Иван Кочергин перешёл в следующий вес.
На Летних Олимпийских играх 1968 года в Мехико боролся в категории до 57 килограммов (легчайший вес). Выбывание из турнира проходило по мере накопления штрафных баллов. За чистую победу штрафные баллы не начислялись, за победу за явным преимуществом начислялось 0,5 штрафных балла, за победу по очкам 1 штрафной балл, за ничью 2 или 2,5 штрафных балла, за поражение по очкам 3 балла, поражение за явным преимуществом 3,5 балла, чистое поражение — 4 балла. Если борец набирал 6 или более штрафных баллов, он выбывал из турнира.
Титул оспаривали 24 спортсмена. Судьба первого места была решена за два круга до финала, когда Иван Кочергин свёл вничью встречу с греком Москидисом. Этот результат досрочно выводил Яноша Варга на первое место, так как все конкуренты набирали более 6 штрафных баллов. Таким образом, в остальных двух кругах, среди трёх спортсменов, набравших по 7,5 баллов, решалась судьба второго и третьего мест. В седьмом круге Иван Кочергин не боролся, а румын Йон Бачиу тушировал грека Мохидиса. Затем была проведена схватка между Бачиу и Кочергиным, где Бачиу устраивал любой результат, кроме поражения. В этой схватке оба борца были дисквалифицированы за пассивность и Иван Кочергин остался с бронзовой медалью.
| Круг           | Соперник          | Страна                                       | Результат | Основание                        | Время схватки |
| -------------- | ----------------- | -------------------------------------------- | --------- | -------------------------------- | ------------- |
| 1              | Фриц Штанге       | Федеративная Республика Германии (1949—1990) | Победа    | Туше (0 штрафных баллов)         | 9:08          |
| 2              | Янош Варга        | Венгрия                                      | Поражение | По очкам (3 штрафных балла)      |               |
| 3              | Карло Чович       | Югославия                                    | Победа    | По очкам (1 штрафной балл)       |               |
| 4              | Артур Шпаенховен  | Бельгия                                      | Победа    | По очкам (1 штрафной балл)       |               |
| 5              | Ибрагим Эль-Сайед | Египет                                       | Победа    | Туше (0 штрафных баллов)         | 10:49         |
| 6              | Отон Мосхидис     | Греция                                       | Ничья     | (2 штрафных балла)               |               |
| 7              | -                 | -                                            | -         | -                                |               |
| Финальный круг | Йон Бачиу         | Румыния                                      | Поражение | Дисквалификация обоих соперников | -             |

В 1970 году остался вторым на чемпионате СССР, в 1971 году победил на Спартакиаде народов СССР, в рамках которой проводился чемпионат, но в этом году он проводился по новой схеме: четверо лучших борцов спартакиадного турнира оспаривали звание чемпиона страны. В этом турнире Иван Кочергин остался без медалей. Выступив на чемпионате мира 1971 года, Иван Кочергин остался только пятым.
Окончил Ростовский государственный институт физической культуры, работал тренером. С 2006 года в Каменск-Шахтинске проводится турнир на приз Ивана Кочергина.